# 狂野之心
《狂野之心》是一个光荣特库摩与艺电合作制作的角色扮演动作游戏，当中光荣特库摩旗下动作游戏团队「ω-Force」负责开发，并由艺电发行。该游戏发行于2023年2月17日在PS5、Microsoft Windows以及Xbox Series X/S平台上。游戏的加强版《狂野之心S》将在2025年7月25日登录任天堂Switch 2。

## 游戏玩法
作为狩猎类游戏而言，玩法上与《魔物獵人》类似。但也有部分玩法上稍微不同，比如战斗副手、料理的部分。在游戏的探索玩法上，地图上会有多个类似于「营地」的「龙穴（Dargon pits）」定位。玩家可以透過消耗资源启动龙穴，然后在地图上建造特殊的「龍絡繰（Dargon Karakuri）」建筑。
玩家可以选择独自迎战这些巨兽，或者与好友合作一起出击来享受爽快的合作模式。

## 游戏背景
该游戏的舞台是奇幻世界的虚构封建時代日本。玩家需扮演「東之國」的猎人，运用十八般武艺和古代科技，与狂暴的巨兽“化兽”展开战斗。
玩家为了對抗融合自然之力的巨型生物「化獸（Kemono）」，需要善用失传的古代技術制作名为「絡繰（Karakuri）」的机关。

## 开发与发行
2022年9月28日，艺电宣布与光荣特库摩旗下游戏团队Omega Force合作开发角色扮演动作与狩猎型游戏《狂野之心》将于2023年2月17日在Microsoft Windows、Xbox Series X/S以及PlayStation 5平台发售，并在推特上公布三张插画。

## 评价
| 汇总媒体   | 得分                                      |
| ---------- | ----------------------------------------- |
| Metacritic | （PC）75/100 （PS5）78/100 （XSXS）76/100 |

| 媒体        | 得分   |
| ----------- | ------ |
| Destructoid | 8/10   |
| Easy Allies | 7.5/10 |

巴哈姆特的玻璃罐頭对于该游戏的评价是“玩法和手感上有在水准上，但可能是设计简易，导致游戏难度提高，希望能改善。”而后在2023年2月17日时，玻璃罐頭对正式版游戏的评价为“有点可惜，希望之后能够盼望改善”。

## 外部連結
- 官方网站